# Barracão (kommun i Brasilien, Rio Grande do Sul)
Barracão är en kommun i Brasilien.   Den ligger i delstaten Rio Grande do Sul, i den södra delen av landet, 1 400 km söder om huvudstaden Brasília. Antalet invånare är 5 355. Arean är 527 kvadratkilometer.
Terrängen i Barracão är kuperad åt nordost, men åt sydväst är den platt.
I omgivningarna runt Barracão växer huvudsakligen savannskog. Runt Barracão är det glesbefolkat, med 10 invånare per kvadratkilometer.